# Juan Frausto Pallares
Juan Frausto Pallares (* 10. Juli 1941 in Tomelópez) ist ein mexikanischer Geistlicher und emeritierter römisch-katholischer Weihbischof in León.

## Leben
Juan Frausto Pallares wurde am 21. Juni 1968 zum Priester geweiht.
Papst Benedikt XVI. ernannte ihn am 10. Dezember 2005 zum Titularbischof von Vagrauta und Weihbischof in León. Der Bischof von León, José Guadalupe Martín Rábago, spendete ihm am 24. Februar des nächsten Jahres die Bischofsweihe; Mitkonsekratoren waren Giuseppe Bertello, Apostolischer Nuntius in Mexiko, und Renato Ascencio León, Bischof von Ciudad Juárez.
Papst Franziskus nahm am 28. Oktober 2016 seinen altersbedingten Rücktritt an.